# Saint-Aunix-Lengros
Saint-Aunix-Lengros är en kommun i departementet Gers i regionen Occitanien i sydvästra Frankrike. Kommunen ligger i kantonen Plaisance som tillhör arrondissementet Mirande. År 2022 hade Saint-Aunix-Lengros 148 invånare.

## Befolkningsutveckling
Antalet invånare i kommunen Saint-Aunix-Lengros
Referens:INSEE